# Џексон Венг
Џексон Венг (Кинески: 王嘉爾; рођен 28. марта 1994. године) репер из Хонгконга, плесач базиран у Јужној Кореји. Члан је мушке Јужно Корејске групе GOT7 (гат севен) из ЈУР е. (ђи-еј-пи) издавачке куће. Има активну соло каријеру која је базирана у Кини. Говори енглески, кинески, јапански и корејски језик.

## Биографија
Рођен је и одрастао у Хонгконгу. Његову породица се састоји од родитеља и старијег брата. Његова мајка је Zhou Ping Софија Чов. Она је освојила златну медаљу на Олимпијским играма у Кини. Отац му је Риђи Венг. Име брата није још увијек познат у јавности.

## Каријера
Након што је прошао аудицију, сели се у Сеул, Јужна Кореја, у јулу 2011. године и започиње његова Кеј-поп каријера. У јануару 2014. године, послије две године тренинга, Џексон Венг дебитује као члан групе GOT7 са сингл пјесмом „Дјевојке, дјевојке, дјевојке”.